# Gottfried-Krüger-Brücke
Die Gottfried-Krüger-Brücke ist eine Fußgängerbrücke über den Pumpergraben am Rande der Brandenburger Niederhavel im Stadtgebiet von Brandenburg an der Havel. Sie überspannt im Verlauf des Heinrich-Heine-Ufers einen früher schiffbaren kleinen Nebenarm der Havel. Aufgrund ihrer starken Wölbung wird sie umgangssprachlich „Bauchschmerzenbrücke“ genannt.

## Geschichte
Zu Beginn der 1890er Jahre wurde von der Stadt Brandenburg eine Uferstraße mit einer massiven Brücke über den Pumpergraben in Planung gegeben. Aufgrund von Einsprüchen der Anlieger wurde dieser Bau der Uferstraße und einer Brücke nicht in Angriff genommen. 
Erst nach dem Ersten Weltkrieg konnte eine Grünanlage mit Promenadenweg am Ufer der Niederhavel angelegt werden. Den alten Plänen folgend hatte die Stadt durch Grundstückskäufe das zur Bebauung vorgesehene Gelände am linken Havelufer vergrößert. Im Jahre 1921 wurde mit dem Bau der Stahlkonstruktion der kleinen Brücke begonnen und am 8. Januar 1922 konnte die Einweihung der Fußgängerbrücke feierlich begangen werden. Die finanziellen Mittel für den Brückenbau hatte der Kommerzienrat Gottfried Krüger gestiftet. Ihm zu Ehren erhielt die Brücke seinen Namen.
Den auffälligen Bogen erhielt die Brücke wegen der notwendigen Schiffsdurchfahrten. Am Ende des Pumpergrabens befanden sich damals kleinere Betriebe. Diese Betriebe nutzten vornehmlich den Transport ihrer Waren auf dem Wasser.
Aufgrund der unbequemen Passierbarkeit der Brücke, sie ist mit Stufen versehen, wurde 2014 ein ebener, paralleler Bypass neben der alten Brücke gebaut.

## Trivia
Am Ende des kleinen Gewässers, Pumpergraben genannt, befand sich eine Mostrichmühle. Der Müller, kam eines Tages angetrunken aus dem Wirtshaus und unverzüglich gab es Ärger mit seiner Ehefrau. Der Müller verließ missgelaunt das Wohnhaus und ging in die Mühle um Vorbereitungen für den nächsten Tag zu tätigen. Dabei entglitt ihm ein Essigfass und fiel in den Pumpergraben. Das Fass zerbrach, entleerte sich und es entstand ein sehr saures Wassergemisch, sodass sich die Brücke vor Bauchschmerzen krümmte.

## Bilder

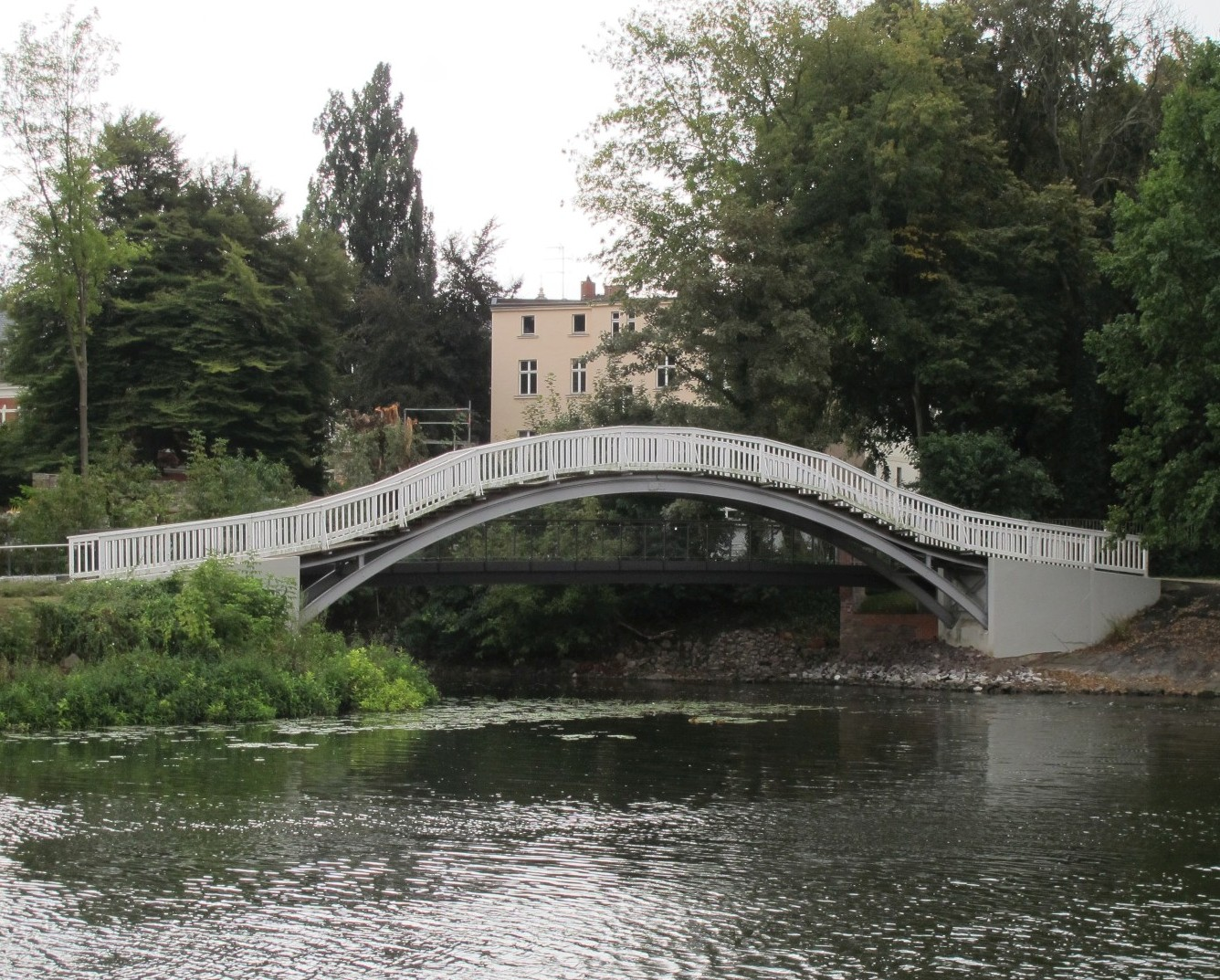
Im Hintergrund die ebene, barrierefreie Brücke

## Karten
- Folke Stender: Redaktion Sportschifffahrtskarten Binnen 1 Nautische Veröffentlichung Verlagsgesellschaft ISBN 3-926376-10-4.
- Autorenkollektiv: W. Ciesla, H. Czesienski, W. Schlomm, K. Senzel, D. Weidner, Schiffahrtskarten der Binnenwasserstraßen der Deutschen Demokratischen Republik 1:10.000, Band 3 Herausgeber: Wasserstraßenaufsichtsamt der DDR, Berlin 1988 OCLC 830889996